# شهرستان خلونسکی
شهرستان خلونسکی (به لاتین: Khlevensky District) یک شهرستان در روسیه است که در استان لیپتسک واقع شده‌است.